# 圣洛朗代莫尔捷
圣洛朗德莫尔捷（法語：Saint-Laurent-des-Mortiers，法語發音：[sɛ̃ loʁɑ̃ de mɔʁtje]）是法国马耶讷省的一个旧市镇，位于该省东南部，属于贡捷堡区。2019年，圣洛朗德莫尔捷与临近的3个市镇合并为新市镇比耶内莱维拉日。

## 地理
圣洛朗德莫尔捷（47°46'19"N, 0°32'50"W）面积10.06 平方千米，位于法国卢瓦尔河地区大区马耶讷省，该省份为法国西北部内陆省份，北起芒什省和奧恩省，西接伊勒-维莱讷省，南至曼恩-卢瓦尔省，东临萨尔特省。
与圣洛朗德莫尔捷接壤的市镇（或旧市镇、城区）包括：米雷、瑟德尔、比耶内、圣米歇尔德凡。
圣洛朗德莫尔捷的时区为UTC+01:00、UTC+02:00（夏令时）。

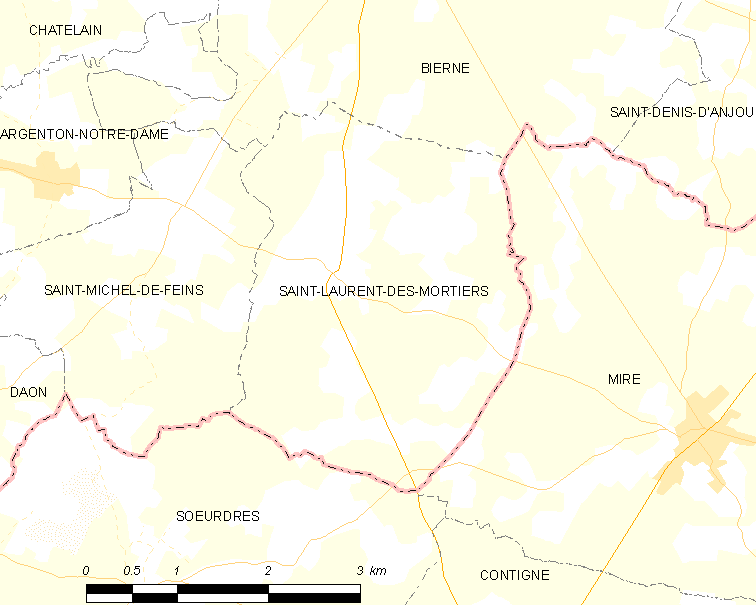
圣洛朗德莫尔捷的OSM定位图

## 行政
圣洛朗德莫尔捷的邮政编码为53290，INSEE市镇编码为53231。

## 政治
圣洛朗德莫尔捷所属的省级选区为马耶讷河畔贡捷堡第一县。

## 人口

1962-2008年间圣洛朗德莫尔捷人口变化图示

圣洛朗德莫尔捷于2018年1月1日时的人口数量为179人。